# Billy Bunter
William George Bunter (conocido como Billy Bunter) es un niño ficticio creado por Charles Hamilton con el seudónimo de Frank Richards. Aparece en historias ambientadas en la Escuela Greyfriars, publicado originalmente en semanario para niños The Magnet desde 1908 a 1940. Posteriormente, Bunter ha aparecido en novelas, programas de televisión, obras y en las tiras cómicas.
Él está asignado en la formación Lower Fourth de la Escuela Greyfriars, conocido como “El Saque” (“The Remove” en el original), cuya edad de los miembros oscila entre los 14 y 15 años de edad. Originalmente un personaje menor, su papel se expandió durante los años con sus payasadas, siendo utilizado continuamente en las historias para proporcionar alivio cómico y para impulsar las tramas.
La característica que define a Bunter es su aspecto drásticamente obeso y su codicia. Su carácter es, en muchos sentidos, el de un muy desagradable antihéroe. Además de su glotonería, también es obtuso, perezoso, racista, inquisitivo, engañoso, flojo, ególatra y vanidoso. Sin embargo, estos defectos no son reconocidos por Bunter. En su mente, es un personaje ejemplar: guapo, talentoso y aristocrático; generalmente define a la mayoría de los que le rodean como "bestias". Aun así, los aspectos negativos de Bunter se compensan con varias características redentoras; tiende, de vez en cuando, a mostrar valor para ayudar a otros; tiene capacidad para ser generoso, en las raras ocasiones cuando tiene alimentos o efectivo; y sobre todo su gran amor y preocupación por su madre. Todo esto, combinado con alegre optimismo de Bunter, sus cómicamente y transparentes engaños e ineptos intentos de encubrir sus travesuras de a profesores y pares, se combinan para hacer un personaje que consigue ser muy divertido pero que rara vez atrae simpatía duradera del lector.

## Orígenes
Charles Hamilton inventó el personaje para una historia inédita de finales de 1890. El afirma que el personaje de Bunter es la combinación de tres personas: un editor corpulento, un pariente algo miope y otro pariente que siempre estaba tratando de conseguir un préstamo.
La identidad del editor corpulento no es clara: diversas fuentes indican que sería Lewis Ross Higgins, editor de varios cómics y que es descrito como muy parecido al autor G. K. Chesterton; o Percy Griffith, el editor original de The Magnet. La pariente de corta vista era Una, la hermana menor de Hamilton, que habían sufrido un mal de la vista desde la infancia, y que habría tenido que acercarse a ver las cosas como un búho; mientras que el otro familiar era su hermano Alex, que fue descrito como "generalmente ansioso por conseguir una libra o dos", convencido de la llegada anticipada de un cheque que nunca se materializó.

## Historias enThe Magnet
Billy Bunter apareció en 1.670 de las 1.683 ediciones de The Magnet publicadas durante un período de 32 años de 1908 a 1940. Él fue introducido en el Magnet #1 The Making of Harry Wharton (1908) como un personaje menor, pero el personaje se desarrolló al grado de convertirse en uno de los protagonistas de las historias cuando el autor Charles Hamilton se dio cuenta de su potencial cómico.
George Orwell lo describe como "...una verdadera creación. Sus pantalones apretados que botas y bastones golpean constantemente, su astucia en busca de alimento, su giro postal que nunca llegara, le han hecho famoso donde la Union Jack ondea."
Además de las historias ambientadas en la escuela Greyfriars, sus andanzas también incluyen muchas series de aventuras y viajes: China, India, Egipto, África subsahariana, Brasil, Hollywood y las Islas de los Mares del Sur.

### Apariencia
"El recién llegado era un joven algo robusto, con un rostro agradable, amplio y un enorme par de gafas."

Los enormes lentes de Bunter y el andar rodando le valió el apodo del "El búho de El Saque" ("Owl of the Remove" en el original).
En las primeras historias, tanto Bunter como su compañero de clases Johnny Bull eran descritos como "corpulentos" en apariencia; fue el ilustrador del Magnet C. H. Chapman que dibujo a Bunter con pantalones a cuadros para distinguir a los dos personajes. Con el paso del tiempo, las ilustraciones muestran la circunferencia de Bunter cada vez más pronunciada, mientras que Johnny Bull se volvió indistinguible de los otros colegiales.
Una lista de los miembros de “El Saque” (Cuarta inferior) fue publicada en Magnet #1659 Las Gangas de Billy Bunter (1939) con las edades de los chicos, alturas y pesos. La edad de Billy Bunter es de 15 años 1 mes; su altura es de 4 pies con 9 pulgadas (144.78 centímetros) y su peso es de 14 piedras con 12 y media libras (94.57 kg).

### Carácter
En muchos niveles, el personaje de Bunter es profundamente desagradable. Él es la viva encarnación de varios de los pecados capitales: orgullo, envidia, pereza y, especialmente, avaricia y gula. Sumado a estas características, Bunter es también curioso, engañoso y obtuso. Sin embargo estos rasgos se suavizan por su alegre optimismo, su falsedad cómicamente transparente y su constante ineptitud cuando se trata de ocultar sus travesuras a sus condiscípulos y profesores.
Desde la primera historia de The Magnet, Bunter sufre una escasez permanente de dinero en efectivo y siempre trata de pedir dinero a los demás, explicando que él está esperando un giro postal de uno de sus "nobles parientes". En el transcurso de las varias décadas de historias, este célebre giro de postal de Bunter casi nunca se materializa; y el tema se convierte en una causa de la larga duración de hilaridad en El Saque de Greyfriars. Aun así, Bunter es un prestatario hábil y persistente y tiene éxito en extraer innumerables préstamos. Los escolares más ricos como Lord Mauleverer con frecuencia ofrece unos chelines con tal de librarse de Bunter; Pero incluso el notorio tacaño junior americano Fisher T Fisher es persuadido de otorgar un préstamo en efectivo de Bunter en por lo menos una ocasión.
Bunter tiene un sentido muy propio de la moralidad. Tiene la genuina intención de devolver el dinero que pide prestado, pero le permite a tales deudas persistir por meses e incluso años. También está obsesionado con la comida – mientras más dulce y pegajosa sea, mejor – y carece absolutamente de escrúpulos al momento de agenciarse para sí mismo dulces, tartas y cestas propiedad de otros alumnos, ganándose innumerables golpizas. Pero a pesar de su total falta de moral en estos asuntos, Bunter es por otro lado tan honesto como cualquier otro niño de Greyfriars. Nunca se le ocurriría deliberadamente robar dinero u objetos de valor.
En las primeras historias, Bunter tenía la frase característica "Estoy S-sinceramente arrepentido", la cual solía balbucear. Con el desarrollo de su personaje, el balbuceo desaparecería y su frase sería sustituida por el saludo "Les digo, compañeros!”, el "Oh realmente, Wharton!” o cualquier personaje se esté dirigiendo para reprocharle , la angustiosa exclamación "Yaroooh!!” y su risita distintiva “He, he, he!”
Aunque Bunter tiene un agudo sentido de su propia importancia, este rara vez es compartido por alguien más en Greyfriars. Una excepción notable se produce en una historia de 1932, cuando la elección de un nuevo Capitán se lleva a cabo. El apoyo está dividido por igual entre dos candidatos, dejando Bunter con el voto de decisivo. Su apoyo entonces es solicitado vivamente por los partidarios de ambos bandos, y Bunter se convierte en el centro de atención -una posición que explota al máximo-. En una conversación con su compañero de estudio Peter Todd, la opinión de Bunter de los dos candidatos ofrece una visión de sus prioridades en la vida:

"“Estoy pensándolo, Toddy,” respondió, sin moverse. “No se puede decir que me agrade más alguna de esas bestias! Por supuesto, en algunos aspectos, Smithy seria un mejor Capitán que Cherry.”

“¿Cómo es eso, cabeza gorda-quiero decir, viejo amigo!”

“Bueno, Skinner cree que si Smithy esta dentro, un hombre será capaz de esquivar las practicas de juegos sin ser reportado a Wingate.”

“Oh cielos!”

Esta consideración, evidentemente, tenía un fuerte atractivo para Bunter!

“Sin embargo, Cherry no es un mal tipo en cierta forma!” dijo el búho gordo.  “Es bastante más civilizado que Smithy, si un compañero cae en su estudio para el té.”

“Oh!” jadeo Toddy.

“Y si bien él no está bañado de dinero como Smithy, bueno, es más fácil de manejar para conseguir un pequeño préstamo cuando un compañero ha sido decepcionado por su giro postal,” añadió Bunter pensativamente.

Peter Todd lo miró. Bunter, evidentemente, tenía sus propias y originales ideas acerca de las cualidades que se requieren en un Capitán!

De The Magnet #1258 "Bounder and Captain!" (1932)

En el aula, las habilidades académicas de Bunter son escasas hasta el punto de la inexistencia. Él es la causa de la desesperación de su tutor, el Sr. Quelch. Esto empeora a causa de su pereza extrema y la falta de voluntad para realizar cualquier trabajo o actividad académica.
Los hábitos personales de Bunter son afectados también por su pereza y descuido. Él siempre es el último en levantarse de la cama por la mañana y siempre elige permanecer en la cama durante un par de minutos en lugar de lavarse. Su pañuelo está permanentemente sucio y el chaleco por lo general muestra indicios prominentes que revelan los ingredientes de su desayuno de ese día.
| Bunter parpadeaba ahora detrás de sus grandes anteojos y sus lentes estaban húmedas mientras parpadeaba. En grasosa circunferencia de Bunter, debajo de sus muchas capas de grasa, había un corazón y en ese preciso momento en el corazón de Bunter se produjo un terremoto horrible. Su madre estaba enferma! Bunter, por una vez, estaba pensando en alguien que no fuera él mismo. Estaba pensando en su madre. La madre estaba enfermo, y ella lo buscaba! La pobre madre anciana! "Oh!" gemia Bunter. "Oh!"—The Magnet (1931) |

Un tema recurrente en el comienzo de cada temporada de vacaciones son los persistentes intentos de Bunter para evitar pasar las vacaciones con su familia y en su lugar colarse en las actividades vacacionales de uno o más de sus compañeros de escuela y de los intentos (por lo general infructuosos) de sus compañeros de colegio de evitar la compañía de Bunter.
Él tiene dos dones: para cocinar, y una extraña habilidad para imitar voces (descrita como ventriloquia en las historias). Este talento se desarrolló en las primeras historias de The Magnet, comenzando en The Magnet # 32 El ventrílocuo de Greyfriars (1908). En una serie de historias en las que Bunter intenta sin éxito, por turnos, un régimen de ejercicio, la hipnosis y la lectura de la mente, la visita de un espectáculo de ventriloquia inspira Bunter a creer que él es un nació con esa habilidad. "Más bien como un idiota de nacimiento" comenta Bob Cherry. Pero Bunter persevera y eventualmente domina el arte. Es un talento poco apreciado por sus compañeros de colegio, ya que por lo general lo utiliza para hacer el mal, o de forma oportunista, para meterse en problemas.
Entre las virtudes de Bunter se encuentra una tendencia ocasional para mostrar valor por el bien de los demás. Cabe mencionar que Bunter se encuentra invariablemente en un estado de extremo terror en tales ocasiones. Esta característica fue vista por primera vez en The Magnet # 364 Sorprendiendo a la Escuela (1915) cuando salvó sobrina de su maestro, Cora Quelch, de un toro bravo y fue repetida posteriormente en otras ocasiones. Por desgracia, el deseo de Bunter de convertirse en el centro de atención con frecuencia lo lleva a estropear las cosas al jactarse y exagerar después. Por extraño que parezca, también muestra la generosidad, en las raras ocasiones en que se encuentra en posesión de los alimentos o dinero en efectivo.
La principal característica de Billy Bunter es el amor genuino y la preocupación que siente por su madre. Esto se ve en varias historias que generalmente afectan a su madre cuando sufre una enfermedad, lo que permite un mostrar el mejor aspecto del carácter de Bunter. (The Magnet # 1016, # 1206 y # 1532).

### Bunter como impulso en la trama
Durante los primeros quince años de las historias de The Magnet, Bunter era uno de los personajes de la multitud. Desde mediados de la década de 1920, Hamilton empezó a desarrollar el potencial cómico de Bunter, así que comenzó a usar sus payasadas como un medio para iniciar e impulsar las tramas.
Conversaciones que se considerarían conspirativas serían siempre escuchadas por Bunter, ya sea desde el otro lado de un ojo de la cerradura o de debajo del asiento en un compartimiento del tren para evitar al boletero. Bunter podría estar con frecuencia debajo de una mesa o detrás de un sillón -a menudo ocultándose de algunos compañeros indignados cuya comida había robado- y escucharía algún secreto o chisme. Tal conocimiento rápidamente sería compartido por Bunter, debido a su mal hábito de propagar chismes. Las cartas se pueden "extraviar" en manos de Bunter y no llegar al destinatario previsto. Las habilidades de ventriloquia de Bunter se pueden utilizar como un medio de crear conflicto entre otros caracteres. Mientras que por lo general no era el protagonista en la mayoría de las historias, la influencia de Bunter como un interludio cómico y como conductor de trama se hizo sentir a cada paso.
En la serie "El Siete Secreto" de 1934, toda la trama se inicia por la estupidez de Bunter, que provoca un accidente de tráfico que se termina con varios de los personajes principales hospitalizados.

### Bunter como personaje protagónico
Durante la era de The Magnet, Billy Bunter no es el personaje principal permanente que se convertiría en la era de la posguerra. El estilo de las historias consistía en permitir que cada personaje principal fuera el protagonista por turnos. Los personajes más fuertes como el Captain Harry Wharton de "El Saque", el duro y rebelde Herbert Vernon-Smith y Horacio Coker obtenían con frecuencia papeles principales en sus propias series; y los personajes menores, Incluso los secundarios como el americano Fisher T Fish y el aspirante a actor William Wibley ocasionalmente serían llevados a un primer plano en su propia serie.
De esta manera, Bunter tomó su turno con el resto, en una serie de historias que lo colocan como el protagonista principal. Algunos de los ejemplos más notables incluyen:
- La Corte de Bunter de 1925 (Números # 910 al # 917) - Por una combinación de engaño y coincidencia, Bunter logra obtener la tenencia de una casa señorial, Combermere Lodge, y la convierte en su infame corte personal. A pesar del comentario del autor de que esta fue una de las tramas más artificiales que jamás se haya había visto obligado a emplear, esta serie está muy bien considerada por los críticos. Es notable que el personaje de Billy Bunter logra ser entretenido sin invitar al lector a mostrar el más mínimo afecto o simpatía por él. Después obtener préstamos de sus invitados para pagar los salarios de los sirvientes y encerrar al agente de bienes, al mayordomo y otros en la bodega para evadir su búsqueda, Bunter finalmente huye antes de recibir su merecido.[14]

- El Circo Whiffles de 1928 (Números # 1069 a # 1076) - Billy Bunter asume la identidad del Sr. Whiffles, el propietario de un circo, por el robo de su ropa, peluca y bigotes falsos, y sostiene la suplantación durante el curso de la historia, cuando todos las miembros de circo lo confunden con el propietario.[15]

- El Sombrero de £100 Bunter de 1933 (Números # 1325 a # 1326) - El vagabundo Harold Hinks roba un billete de 100 £ perteneciente al padre de Vernon-Smith y lo oculta bajo el revestimiento del sombrero de paja de Bunter. Por desgracia, Bunter lleva puesto un sombrero prestado en ese momento y los intentos desafortunados del Sr. Hinks para recuperar el billete de banco mediante el robo de una sucesión de sombreros equivocados de la cabeza de Bunter hacen muy entretenida la lectura. Charles Hamilton indicó una vez que en su opinión, fue una de las historias más divertidas que jamás escribió.[16]

- La Rebelión de la Isla Popper de 1934 (Números # 1374 a # 1382) - Billy Bunter es expulsado tras ser acusado injustamente de cubrir los documentos del Sr. Prout conn tinta. El Saque se amotina en su apoyo y logra construir un campamento fortificado en la isla Popper, que defienden con éxito contra una serie de agresiones por parte de los prefectos y otras personas mayores.[17]

En 1929, los editores de The Magnet persuadieron a Charles Hamilton para dejar el personaje de Billy Bunter por completo durante varias ediciones e intentar una historia con el estilo de un thriller de acción. El resultado fue la serie Ravenspurn Grange (Números # 1122 a # 1125) que provocó una fuerte protesta de los lectores, consternados por la desaparición de Bunter. Billy Bunter nunca volvió a estar ausente de las historias de nuevo.

### Racismo
Bünter a menudo utiliza un lenguaje que los lectores contemporáneos considerarían como racista. Sin embargo, este atributo se aplica a Bunter a sí mismo en lugar de las historias, en general, en las que tanto los protagonistas y la narración de las historias de Greyfriars son inusualmente firmee en rechazar el racismo.
En una época en que la palabra "negro" ("nigger" en el original) aún no se usaba en el mismo sentido peyorativo que se aplica hoy en día, las historias de Greyfriars coinciden en subrayar el carácter ofensivo del término desde 1922 y las narrativas incluso incluyen sentimientos antibritánicos en cuentos que se desarrollan en el contexto de la India imperial.;

### Familia
Billy Bunter tiene dos hermanos: una hermana menor, Elizabeth Gertrude (Bessie), que asiste a la cercana Cliff House School, y un hermano menor, Samuel Tuckless (Sammy), que está en la Segunda Forma en el Colegio Greyfriars. Bessie primero aparece en The Magnet #582 The Artful Dodger (1919), antes de aparecer como un personaje regular en The School Friend más adelante ese mismo año. Bessie aparece en un total de 116 historias. Sammy Bunter aparece por primera vez en el The Magnet #144 Billy Bunter's Minor (1910) y aparece en otras 291 historias.
Hay muy poco amor entre los tres, como se muestra en este pasaje de una de las historias anteriores:

Bessie era, según Billy, un gato. La opinión de Bessie sobre Billy no podía expresarse tan lacónicamente. Su vocabulario sobre el tema era muy extenso. Sólo sobre un tema podrían estar de acuerdo Billy y Bessie. Era sobre el tema de Sammy. Ellos estaban de acuerdo en que Sammy era una pequeña bestia.

Su padre es el Sr. William Samuel Bunter, un hombre corpulento y grueso, y en gran medida, un corredor de valores infructuoso, con un temperamento severo; aunque se observa que "al igual que muchos caballeros de mediana edad, el Sr. Bunter estaba mejor templado después del desayuno." Él se queja perpetuamente sobre el impuesto sobre la renta y las tasas escolares y tiene poco interés en sus hijos. La correspondencia escrita entre Billy y su padre consiste en continuas peticiones de Billy para complementar el dinero de su bolsillo y las continuas negativas de su padre a acceder. Por el contrario, Billy Bunter está particularmente cerca de su madre, la señora Amelia Bunter, una amable dama que aparece sólo brevemente en siete historias.
El primo de Billy, Walter Gilbert (Wally) Bunter fue introducido en el The Magnet #333 El Caballo Oscuro (1914) y aparece en otras 32 historias. Es el doble exacto de Billy, exceptuando sólo sus gafas, pero es su opuesto en todos los demás aspectos.
Otros miembros de la familia Bunter que aparecen brevemente a lo largo de los años son los tíos James, George y Claude de Billy Bunter, sus tías Prudence y Claribel, su tía abuela Eliza Judith y (en una historia única), Sir Foulkes Bunter y su hijo.
Bunter se jacta de vivir en Bunter Court, una casa señorial llena de criados de librea y una flota de choferes para sus autos Rolls-Royce, pero en una inspección más cercana, se conoce que vive en la modesta Bunter Villa en Surrey, con una sirvienta, un cocinero y un solo coche de Ford.

## Reimpresiones
Muchas historias que habían visto originalmente su publicación en The Magnet fueron reimpresas por la Schoolboys Own Libraries antes de la Segunda Guerra Mundial y otra vez por Armada and Paul Hamlyn en los años 70. La mayoría de las 1.683 ediciones de The Magnet fueron reimpresas en forma de tapa dura por el editor W. Howard Baker, bajo su sello Howard Baker and Greyfriars Book Club, entre 1969 y 1990.

## Historias en la posguerra

### Novelas
Después del cierre de The Magnet en 1940, Hamilton tenía poco trabajo; pero se hizo conocido como el autor de las historias de Greyfriars después de una entrevista de periódico que él dio al London Evening Standard.
Aunque había escrito muchos miles de historias publicadas entre 1900 y 1940 por la Amalgamated Press, las había escrito bajo docenas de nombres de pluma: así que él mismo era bastante desconocido antes de la aparición del artículo de periódico. Tampoco se sabía, hasta entonces, que todas las historias escritas bajo esos nombres de pluma eran, en general, todo el trabajo de un solo hombre.
Hamilton no fue capaz de continuar la saga de Greyfriars de inmediato, pues la Amalgamated Press reclamó la propiedad de todos los personajes, excepto de Billy Bunter, que en realidad apareció en una historia de Sparshott en 1946. Sin embargo, para 1947 ya habían accedido y Hamilton fue capaz de obtener un contrato de Charles Skilton para una serie de novelas de tapa dura. El primero de ellas, Billy Bunter de la Greyfriars School. fue publicada en septiembre de 1947. Esto comenzó una serie que continuó para el resto de la vida de Hamilton. En la década de 1950 las novelas iniciales fueron reimpresas por Cassells, que se hizo cargo de la publicación de la serie, que continuó hasta 1967, las novelas finales se publican a título póstumo.

### Radio
Billy Bunter ha sido adaptado como emisión de radio en múltiples ocasiones.

### Televisión
Billy Bunter fue interpretado por Gerald Campion en la serie de televisión de la BBC Billy Bunter de la Greyfriars School. La serie también contó con la participación de Anthony Valentine como Harry Wharton, Michael Crawford como Frank Nugent, Jeremy Bulloch como Bob Cherry, Melvyn Hayes como Harold Skinner, John Woodnutt como Mr Quelch, Roger Delgado como Monsieur Charpentier y Kenneth Cope como el abusivo de la escuela Gerald Loder.
Un total de 52 episodios de media hora se emitieron a lo largo de siete series, entre 1952 y 1961, incluyendo tres especiales de televisión. El programa de televisión estaba totalmente centrado en Bunter, con los otros personajes que desempeñando sólo un papel secundario.
Todos los guiones de televisión fueron escritos por Charles Hamilton. El memorable Tema musical del programa fue la sección "Portsmouth" de Sea Songs de Ralph Vaughan Williams.
Los episodios se transmitieron "en vivo" en formato blanco y negro, y una docena todavía existen en el archivo de la BBC . Los episodios sobrevivientes son los de la tercera serie completa (seis episodios), uno de los "especiales", un episodio de la quinta serie, y cuatro episodios de la sexta serie.

### Obras de teatro
Billy Bunter aparece en numerosas obras Navideñas con diferentes repartos:
- 1958. Billy Bunter's Mystery Christmas (Palace Theatre, London)
- 1959. Billy Bunter Flies East (Victoria Palace Theatre)
- 1960. Billy Bunter's Swiss Roll (Victoria Palace Theatre)
- 1961. Billy Bunter Shipwrecked (Victoria Palace Theatre)
- 1962. Billy Bunter's Christmas Circus (Queen's Theatre)
- 1963. Billy Bunter meets Magic (Shaftesbury Theatre)

### Cómics
Después del cierre de The Magnet en 1940, Bunter apareció en los cómics infantiles, como un personaje de tira cómica: inicialmente, desde el 15 de junio de 1940, apareció en Knockout (que , como The Magnet, fue publicado por The Amalgamated Press). Aunque Knockout había comenzado a publicarse tan solo en 1939, ya tenía una circulación varias veces mayor que la de The Magnet. C H Chapman, el último ilustrador de "The Magnet", dibujó las primeras nueve tiras de "Knockout" en 1939, después de lo cual se probaron varios artistas, antes de que Frank Minnitt se estableciera con un Bunter radiante y alegre, que al principio siguió el estilo de Chapman, y luego se ramificó en un estilo propio, concentrándose en el humor de payasadas. Pronto los Cinco Famosos desaparecieron de la tira, reemplazados por Jones minor, que tenía todas las buenas cualidades de las que Bunter carecía, pero que era propenso a ser desviado por Bunter. Se conservó al señor Quelch, (al menos de nombre), pero perdió su dignidad y distanciamiento.
Minnitt continuó produciendo la tira hasta su muerte en 1958. Reg Parlett luego se hizo cargo hasta que  Knockout  dejó de publicarse en 1961, cuando la tira se transfirió a Valiant comics, y luego a TV Comic, donde funcionó hasta 1984. Bunter también apareció en muchas publicaciones anuales de Knockout, incluso en algunas portadas.
CH Chapman dibujó una tira para el cómic The Comet en 1956, que presentaba el estilo clásico Bunter de The Magnet y los Famosos Cinco, que consistío en doce semanas de 2 páginas (24 páginas en total). En total, las apariciones de Bunter en The Comet duraron desde marzo de 1950 hasta junio de 1958, con historias ilustradas de febrero de 1952.
A partir de 1955, las historietas de Billy Bunter se publicaron en los Países Bajos, en el cómic en idioma neerlandés Sjors, con el personaje rebautizado como "Billie Turf". Bunter se convirtió así en uno de los personajes de la casa de ese cómic y sus sucesores, y así continuó apareciendo en colecciones de estilo antológico en holandés hasta el final del siglo XX. Los álbumes de historietas de "Billie Turf" se publicaron a partir de 1963 y continuaron hasta el siglo XXI. Tres películas de Billie Turf se realizaron entre 1978 y 1983, principalmente deletreando el nombre del personaje principal como "Billy Turf".

### Apariciones en otros medios
- Billy Bunter aparece en la novela gráfica de Kevin O'Neill y Alan Moore La Liga Extraordinaria: Dossier El Negro, y todavía reside en el Greyfriars (ahora cerradas) en 1958 como un anciano. El vende información acerca de los antiguos alumnos de la escuela, que se supone que han sido zona de reclutamiento de espías y agentes para La Corona desde el siglo XVI. Para evitar problemas de derechos de autor, la novela gráfica sólo se refiere al personaje por su nombre de pila.
- Bunter aparece en el cómic de Viz 'Baxter Basics' (el título parodia un lema del partido conservador, 'Back to Basics') como Sir William Bunter, MP conservador por Greyfriars Central. El personaje fue muerto inmediatamente por Baxter, de modo que pudiera hacerse cargo de su asiento parlamentario.
- En Bunter Sahib por Daniel Green, uno de los antepasado idéntico a Bunter se coloca en la India del siglo XIX.
- David Hughes en 'But for Bunter creo la idea de que las historias de Greyfriars se basan en personas reales y se puso a buscar a los protagonistas y escuchar sus historias. Esto se hizo a raíz del tema de un documental contemporáneo de radio de la BBC Whatever Happened to... Henry Samuel Quelch.
- Cyril, una versión ligeramente velada de Billy Bunter, aparece en el episodio de Doctor Who The Celestial Toymaker. Debido a que el personaje estaba todavía bajo los derechos de autor, el narrador de la BBC se ve obligado a negar cualquier similitud deliberada entre los protagonistas después de los episodios emitidos.